# T2R
T2R (synonym TAS2R) ist eine Gruppe von Proteinen, die Rezeptoren für den Bittergeschmack sind.

## Eigenschaften
T2R gehören zu den G-Protein-gekoppelten Rezeptoren. Sie sind heptahelikale Rezeptoren von etwa 300 bis 330 Aminosäuren. Bisher wurden im Menschen 29 verschiedene Isoformen der T2R beschrieben. T2R werden in verschiedenen Geweben gebildet, darunter im Mund, in der Nase, in der Lunge, im Herzen, im Magen und im Darm. Eine Aktivierung der T2R auf der Zunge erzeugt den Bittergeschmack. Beim Menschen sind T2R16 und T2R38 maßgeblich an der Empfindung des Bittergeschmacks beteiligt.
T2R sind daneben an der antimikrobiellen Immunantwort im Atmungstrakt beteiligt, durch eine Modulation der Produktion von entzündungsfördernden Zytokinen durch Makrophagen und Mastzellen und durch eine Hemmung einer Entzündung der Lunge. Bitterstoffe führen in der glatten Muskulatur des oberen Atmungstrakts zu einer Bronchodilatation und zu einer erhöhten Schlagfrequenz der Cilien der Epithelzellen der Lunge. Ein Polymorphismus im Gen für T2R38 ist mit einem erhöhten Risiko für chronische Rhinosinusitis assoziiert.

## Signaltransduktion
Die Signaltransduktion nach Aktivierung von T2R erfolgt über eine Aktivierung von G-Proteinen. In Folge wird die Phospholipase C PLC-β2 aktiviert, wodurch aus PIP2 die sekundären Botenstoffe IP3 und Diacylglycerol gebildet werden. Anschließend erfolgt eine Aktivierung des IP3-Rezeptors und ein Anstieg von Ca2+ im Zytosol, woraufhin der Ionenkanal TRPM5 aktiviert wird. Verschiedene Inhibitoren für T2R wurden beschrieben. Phenylthiocarbamid ist ein selektiver Agonist für T2R38.